# Chrono Gatineau
De Chrono Gatineau is een individuele tijdrit voor vrouwen in de stad Gatineau in de Canadese provincie Québec. De wedstrijd wordt vanaf 2010 jaarlijks verreden in mei of juni en valt sinds de tweede editie in de UCI 1.1-categorie. De eerste editie werd gewonnen door de Amerikaanse Evelyn Stevens.
Enkel in het eerste jaar werd ook een tijdrit voor mannen gehouden. Deze werd gewonnen door de Australische Ben Day.
In dezelfde week wordt ook de wegwedstrijd Ronde van Gatineau verreden.

## Erelijst
| Jaar                                                | Winnaar          | Tweede             | Derde            |
| --------------------------------------------------- | ---------------- | ------------------ | ---------------- |
| 2010                                                | Evelyn Stevens   | Linda Villumsen    | Alison Starnes   |
| 2011                                                | Clara Hughes     | Amber Neben        | Jeannie Longo    |
| 2012                                                | Clara Hughes     | Evelyn Stevens     | Amber Neben      |
| 2013                                                | Carmen Small     | Joëlle Numainville | Chantal Blaak    |
| 2014                                                | Tayler Wiles     | Leah Kirchmann     | Jasmin Glaesser  |
| 2015                                                | Carmen Small     | Karol-Ann Canuel   | Tayler Wiles     |
| 2016                                                | Amber Neben      | Tara Whitten       | Karol-Ann Canuel |
| 2017                                                | Lauren Stephens  | Karol-Ann Canuel   | Amber Neben      |
| 2018                                                | Amber Neben      | Karol-Ann Canuel   | Tayler Wiles     |
| 2019                                                | Amber Neben      | Leah Kirchmann     | Tayler Wiles     |
| Tussen 2020 en 2022 werd de wedstrijd niet verreden |                  |                    |                  |
| 2023                                                | Anna Kiesenhofer | Amber Neben        | Emily Ehrlich    |
| 2024                                                | Franziska Brauße | Nadia Gontova      | Marta Jaskulska  |

### Meervoudige winnaars
| Overwinningen | Renster      | Land             | Jaren            |
| ------------- | ------------ | ---------------- | ---------------- |
| 3             | Amber Neben  | Verenigde Staten | 2016, 2018, 2019 |
| 2             | Clara Hughes | Canada           | 2011, 2012       |
| 2             | Carmen Small | Verenigde Staten | 2013, 2015       |

### Overwinningen per land
| Overwinningen | Land                  |
| ------------- | --------------------- |
| 8             | Verenigde Staten      |
| 2             | Canada                |
| 1             | Duitsland, Oostenrijk |